# إيشا كوبيكار
إيشا كوبيكار هي عارضة وممثلة هندية، ولدت في 19 سبتمبر 1976 بمومباي في الهند. من الجوائز التي نالتها جائزة فيلم فير جنوب. تخرجت من كلية علوم الحياة من جامعة رامنارين رويا في مومبايي، شاركت كوبيكار في مسابقة ملكة جمال الهند عام 1995 وفازت بلقب ملكة جمال المواهب. وشاركت أيضا في عرض الأزياء. لها مقدمة في صناعة السينما وأول ظهور لها كان في فيلم التيلجو تشاندراليخا في عام 1998.

## أعمال
| أعمالها                    | الدور/الوظيفة              |
| -------------------------- | -------------------------- |
| Right or Wrong             |                            |
| هيللو دارلينغ              |                            |
| إيك فيفا… إيسا بهي         | تشاندني شريفاستافا         |
| Kyaa Kool Hai Hum          |                            |
| Hum Tum                    | ديانا فرنانديز             |
| إنتقام اللعبة المثالية     | أفانتيكا سوريافانش / بينكي |
| Pinjar                     |                            |
| Qayamat: City Under Threat | ليلى                       |
| Pyaar Ishq Aur Mohabbat    | ربينة علام                 |

## جوائز
- جائزة فيلم فير جنوب

## وصلات خارجية
- إيشا كوبيكار على موقع IMDb (الإنجليزية)
- إيشا كوبيكار على موقع ألو سيني (الفرنسية)
- إيشا كوبيكار على موقع أول موفي (الإنجليزية)
- إيشا كوبيكار على موقع قاعدة بيانات الفيلم (الإنجليزية)
- إيشا كوبيكار على موقع كينوبويسك (الروسية)